# Von Guerard Creek
Koordinaten: 77° 37′ S, 163° 15′ O

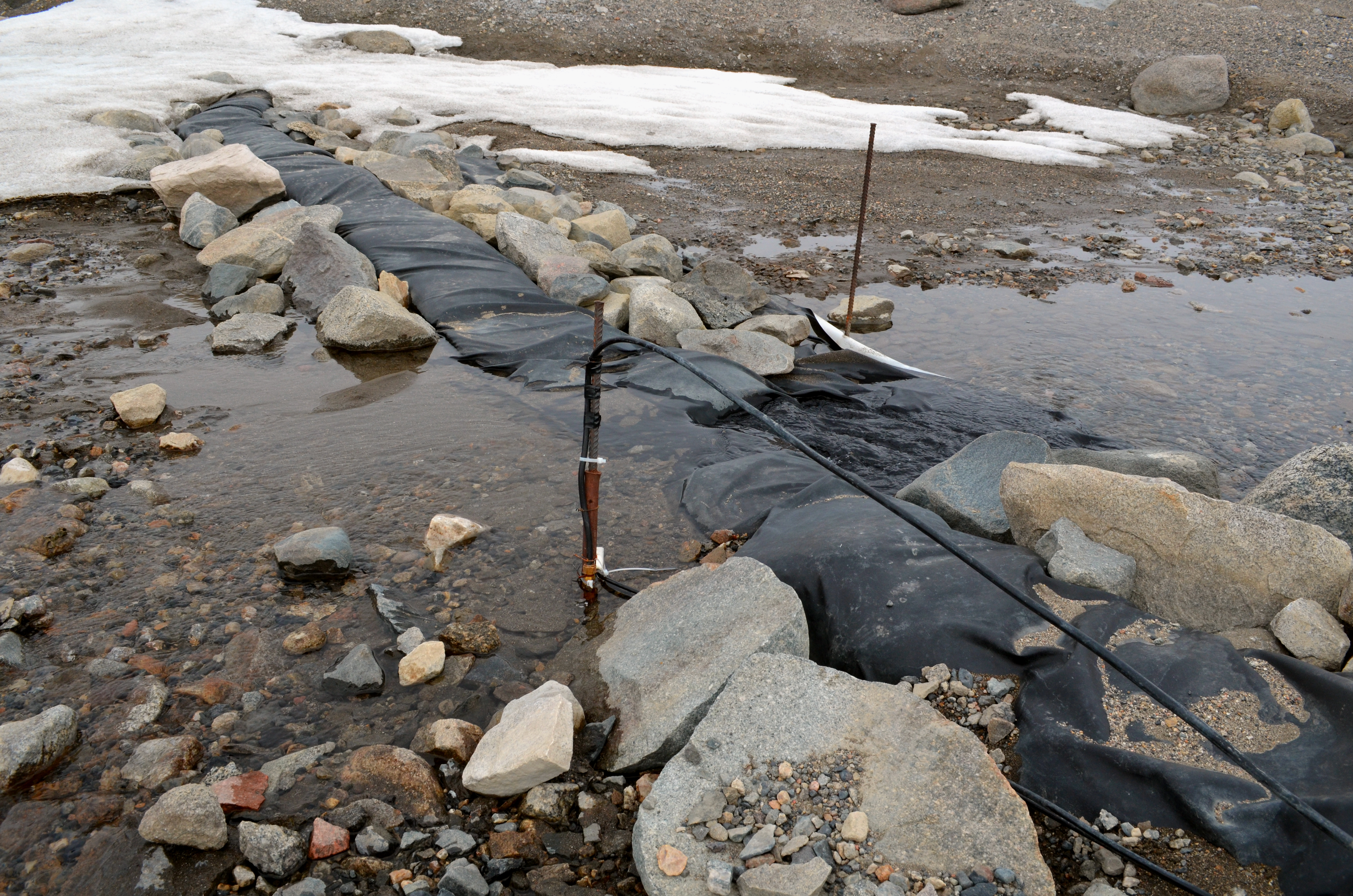
Messstation am Von Guerard Creek (2013)

Der Von Guerard Creek oder Von Guerard Stream ist ein 4 km langer Gletscherbach, der in nordwestlicher Richtung vom Von-Guerard-Gletscher in das Taylor Valley im ostantarktischen Viktorialand fließt und dort östlich des Harnish Creek in den Fryxellsee mündet.
Benannt ist der Fluss nach dem US-amerikanischen Hydrologen Paul B. von Guerard, der für den United States Geological Survey zwischen 1987 und 1991 an Feldforschungen zum Flusssystem des Fryxellsees beteiligt war.